# Jarogniew Wojciechowski
Jarogniew Zdzisław Wojciechowski (5 de novembro de 1922, Poznań - 24 de agosto de 1942, Dresden) foi um mártir polonês da Segunda Guerra Mundial, é considerado beato pela Igreja Católica.

## Vida
Estudante do Oratório Salesiano de Poznań, Wojciechowski foi coroinha e pertenceu à organização "Volunteer Army of Western Lands". Ele era musicalmente ativo, tocava piano, cantou em um coro e compôs peças musicais; também atuou como ator amador. 
Wojciechowski lutou na Batalha de Bzura e após a derrota em Kutno, retornou a Poznań. Foi preso pela Gestapo em 23 de setembro de 1940, junto com Edward Kaźmierski, Czesław Jóźwiak, Edward Klinik e Franciszek Kęsy. Após isso, foi enviado para a prisão da Gestapo na Casa do Soldado, depois para o um campo no Forte VII e a prisão na Rua Młyńska. 

## Morte
Em 16 de novembro de 1940, Jarogniew foi transportado para Wronki e finalmente enviado para uma prisão em Berlim em 23 de abril de 1941. Wojciechowski foi executado em Dresden no dia 24 de agosto de 1942.
Em sua carta de despedida, ele escreveu:
Confie os seus sentimentos em cada momento da sua vida apenas a Jesus e a Maria, porque neles encontrará consolo. Não superestime as pessoas em boas ou más.

## Beatificação
Jarogniew Zdzisław Wojciechowski foi beatificado pelo Papa João Paulo II juntamente com 108 mártires poloneses em 13 de junho de 1999.